# ポンテデウメ

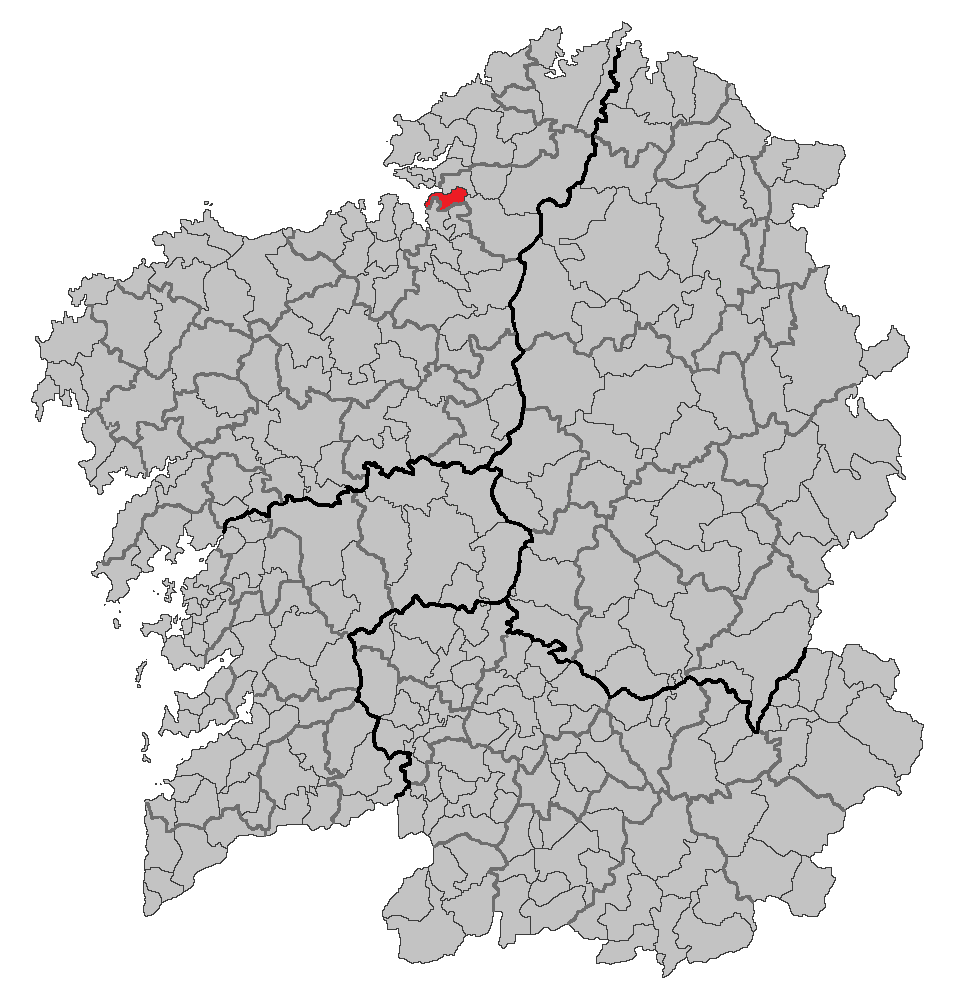

ポンテデウメ（Pontedeume）は、スペイン、ガリシア州、ア・コルーニャ県の自治体、コマルカ・ド・エウメに属する。ガリシア統計局によると、2011年の人口は8,342人（2010年：8,370人、2009年：8,457人、2008年：8,561人、2007年：8,635人、2006年：8,619人、2005年：8,663人、2004年：8,694人、2003年：8,746人、2002年：8,860人、2001年：8,912人、2000年：8,936人）である。住民呼称はeumés/-esa、またはpontedeumés/-esa。カスティーリャ語表記はPuentedeume（プエンテデウメ）。
ガリシア語話者の自治体住民に占める割合は94.09％（2001年）。

## 地理
ポンテデウメはア・コルーニャ県の北部に位置し、コマルカ・ド・エウメに属する。北は西側がリア・デ・アーレスに面し、東側がカバーナスと、東がモンフェーロと、南がミーニョとビラルマイヨールと隣接し、西はリア・デ・アーレスに面している。自治体中心地区はポンテデウメ教区のポンテデウメ地区。
ポンテデウメはベタンソス司法管轄区に属す。

### 人口
| ポンテデウメの人口推移 1900－2010                       |
|                                                         |
| 出典:INE（スペイン国立統計局）1900年 - 1991年、1996年 - |

## 歴史
この地には古くから人が定住しており、カルボエイラやセントローニャのカストロなどカストロ文化の遺跡や遺物が多く残されている。
ローマ文化については、1950年にセントローニャ教区でローマのヴィラの遺構が発見されている。この地についての最も古い記録は、1270年のクリスマスにカスティーリャ王であるアフォンソ10世賢王によって、この地区の住民に、唯一王のみに従属する、自治都市の創設が許可された、というものである。1371年、エンリケ・デ・トラスタマラはフェルナンド・ペレス・アンドラーデにseñorío da vilaを与えた。現在このvilaは、海岸はフラガス・ド・デウメ自然公園となっており、また歴史的建造物のアンドラーデ城やアンドラーデの塔などもあり、この地の観光の目玉の一つとなっている

## 政治
自治体首長はガリシア国民党（PPdeG）のガブリエル・トレンテ・ピニェイロ（Gabriel Torrente Piñeiro）、自治体評議員はガリシア国民党：8、ガリシア社会党（PSdeG-PSOE）：3、ガリシア民族主義ブロック（BNG）：2となっている（2011年5月22日の自治体選挙結果、得票順）。
| 1999年6月13日自治体選挙 |        |        |          |
| 政党                    | 得票数 | 得票率 | 獲得議席 |
| PPdeG                   | 1,659  | 31.40% | 4        |
| PSdeG-PSOE              | 1,419  | 26.85% | 4        |
| BNG                     | 845    | 15.99% | 2        |
| IEP                     | 830    | 15.71% | 2        |
| EDEG-OV                 | 474    | 8.97%  | 1        |

| 2003年5月25日自治体選挙 |        |        |          |
| 政党                    | 得票数 | 得票率 | 獲得議席 |
| PPdeG                   | 1,368  | 25.11% | 3        |
| PSdeG-PSOE              | 1,327  | 24.35% | 3        |
| BNG                     | 1,153  | 21.16% | 3        |
| COE                     | 1,071  | 19.65% | 3        |
| IEP                     | 432    | 7.93%  | 1        |

| 2007年5月27日自治体選挙 |        |        |          |
| 政党                    | 得票数 | 得票率 | 獲得議席 |
| PPdeG                   | 1,470  | 28.74% | 4        |
| PSdeG-PSOE              | 1,112  | 21.74% | 3        |
| COE                     | 1,103  | 21.56% | 3        |
| BNG                     | 916    | 17.91% | 2        |
| IEP                     | 328    | 6.41%  | 1        |
| TEGA                    | 56     | 1.09%  | 0        |

| 2011年5月22日自治体選挙 |        |        |          |
| 政党                    | 得票数 | 得票率 | 獲得議席 |
| PPdeG                   | 2,292  | 48.51% | 8        |
| PSdeG-PSOE              | 1,129  | 23.89% | 3        |
| BNG                     | 670    | 14.18% | 2        |
| GPSXXI                  | 235    | 4.97%  | 0        |
| IEP                     | 202    | 4.28%  | 0        |

## 史跡・名所
- アンドラーデ城（Castelo de Andrade） - ノゲイローサ教区にある、中世のアンドラーデ一族の城砦跡。
- アンドラーデの塔（Torreón de Andrade） - 市街地にある、アンドラーデ一族のvilaの建物。

## 教区
ポンテデウメは8の教区に分けられている。太字は自治体中心地区のある教区。
- アンドラーデ（サン・マルティーニョ）
- ボエブレ（サンティアーゴ）
- ブレアモ（サン・ミゲル）
- セントローニャ（サンタ・マリーア）
- ノゲイローサ（サン・コスメ）
- オンブレ（サンタ・マリーア）
- ポンテデウメ（サンティアーゴ）
- ビラール（サン・ペドロ）

## ギャラリー

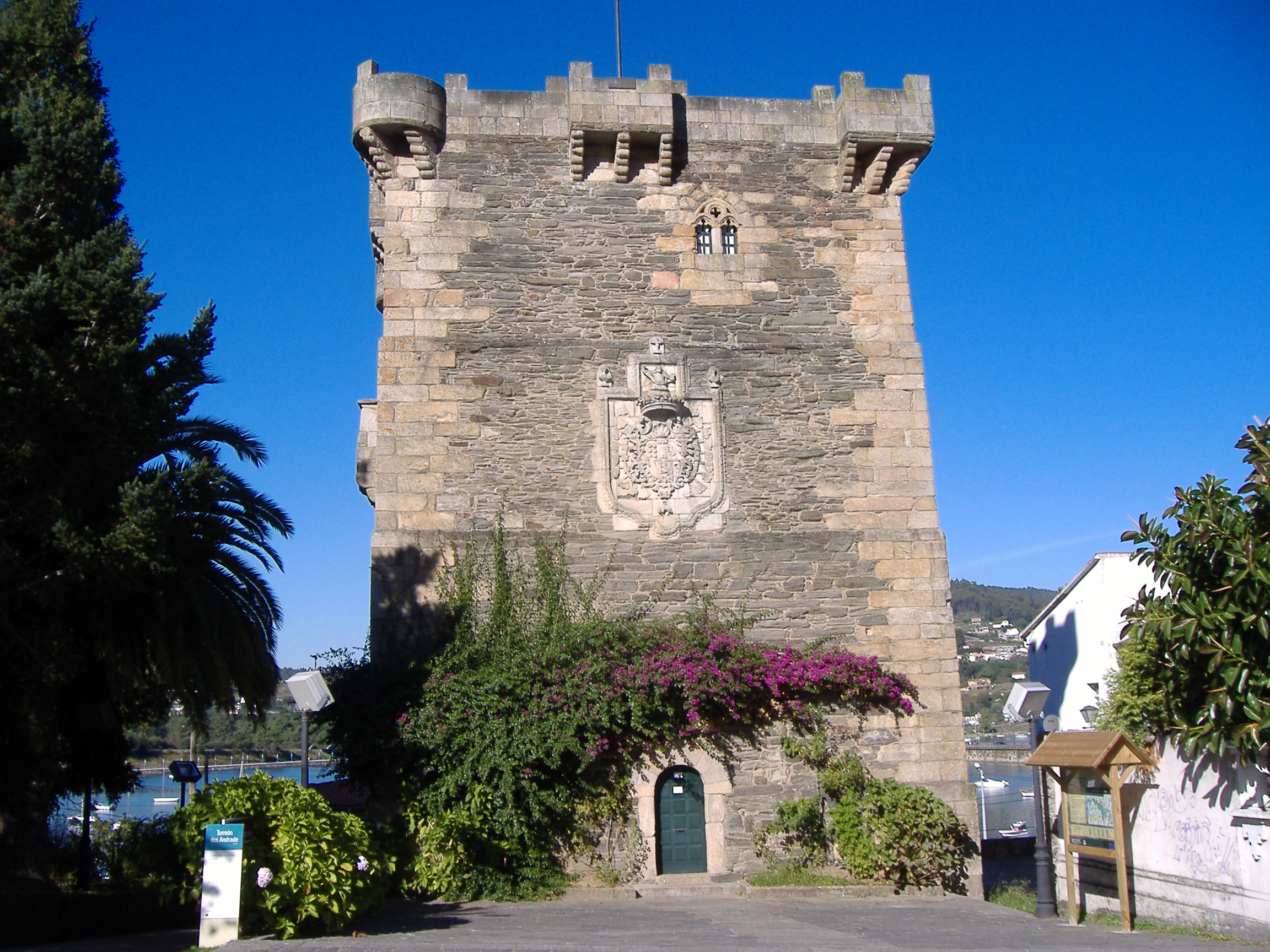
アンドラーデの塔
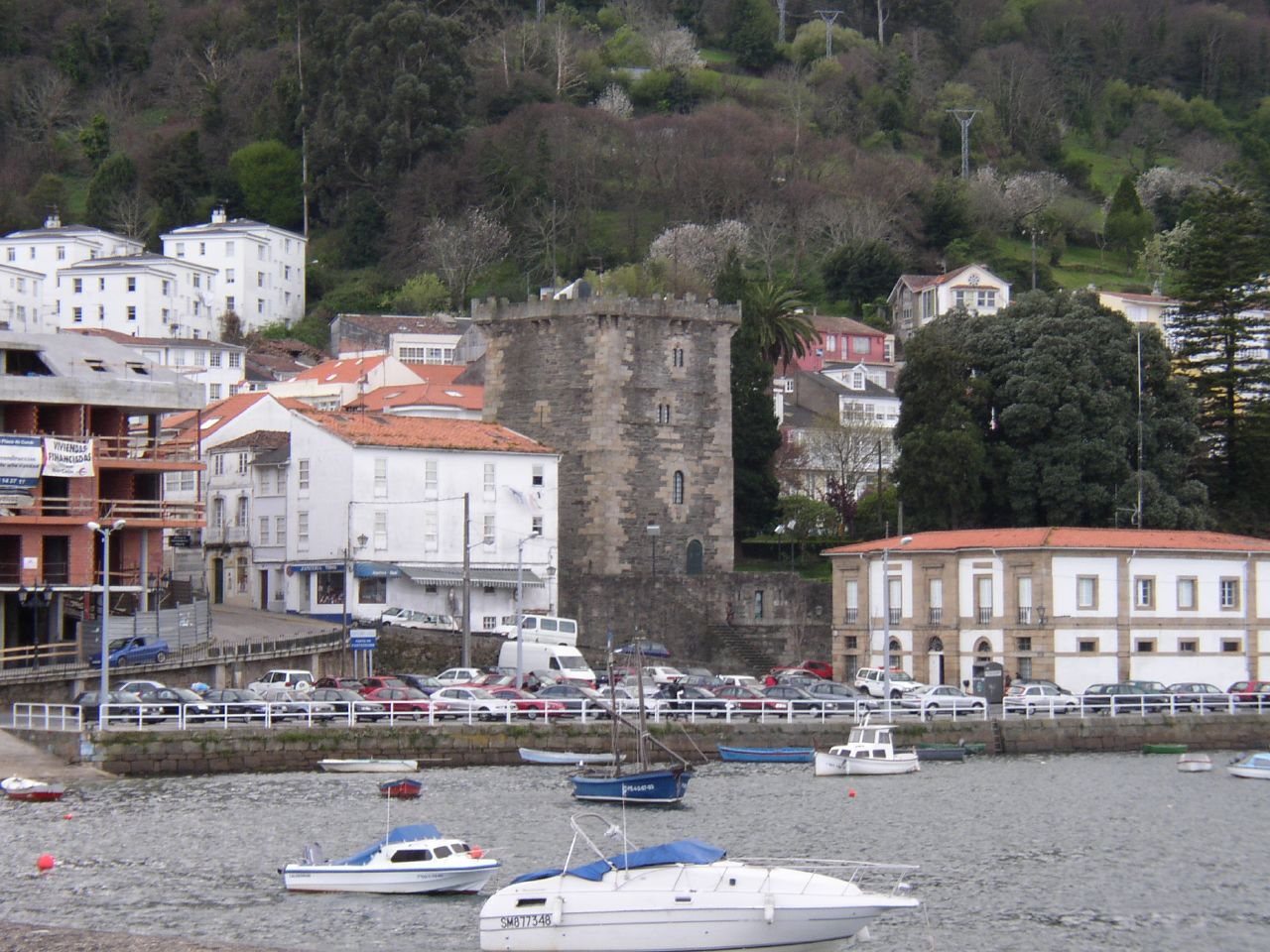
海側からみるアンドラーデの塔
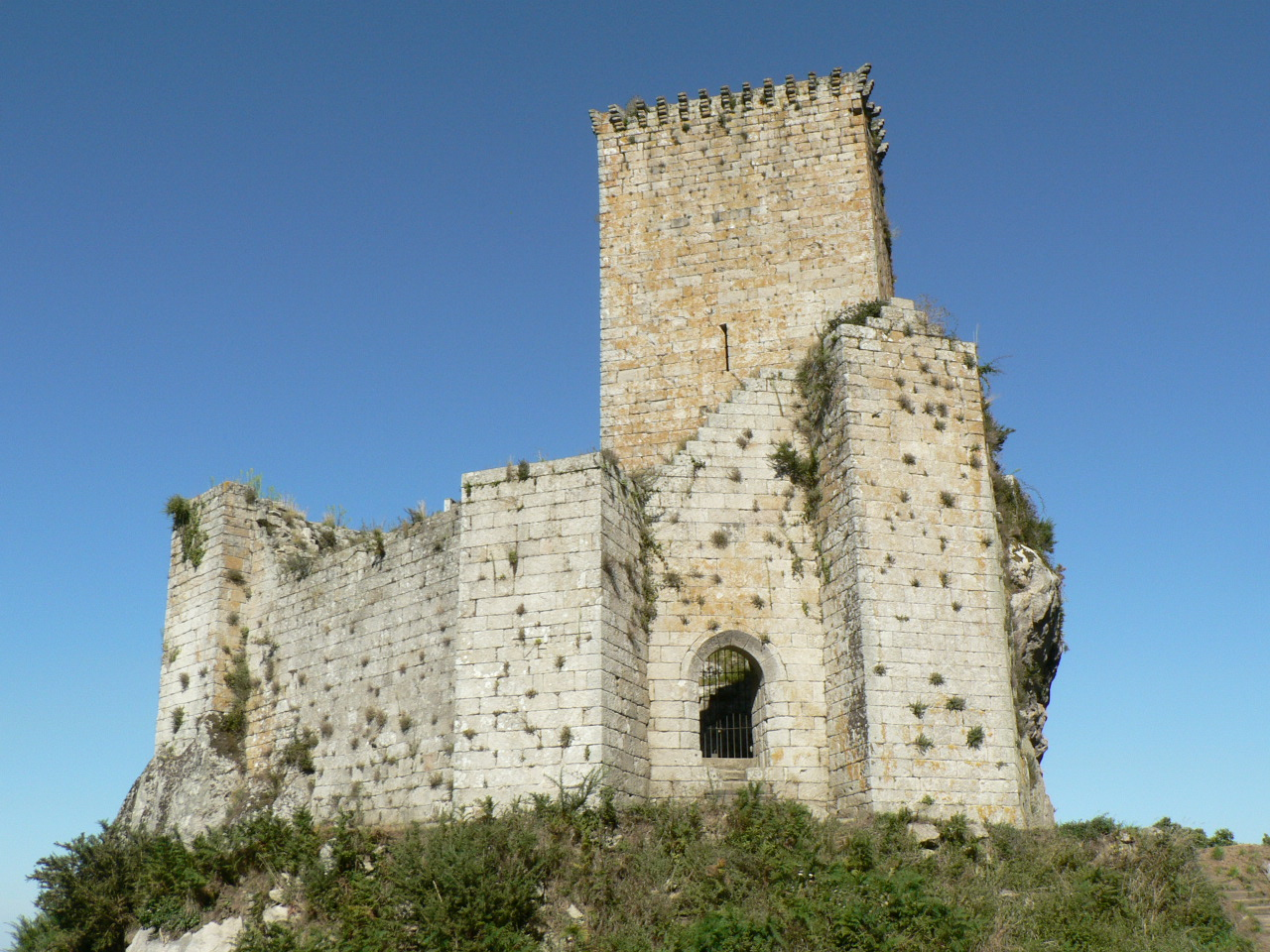
アンドラーデ城跡
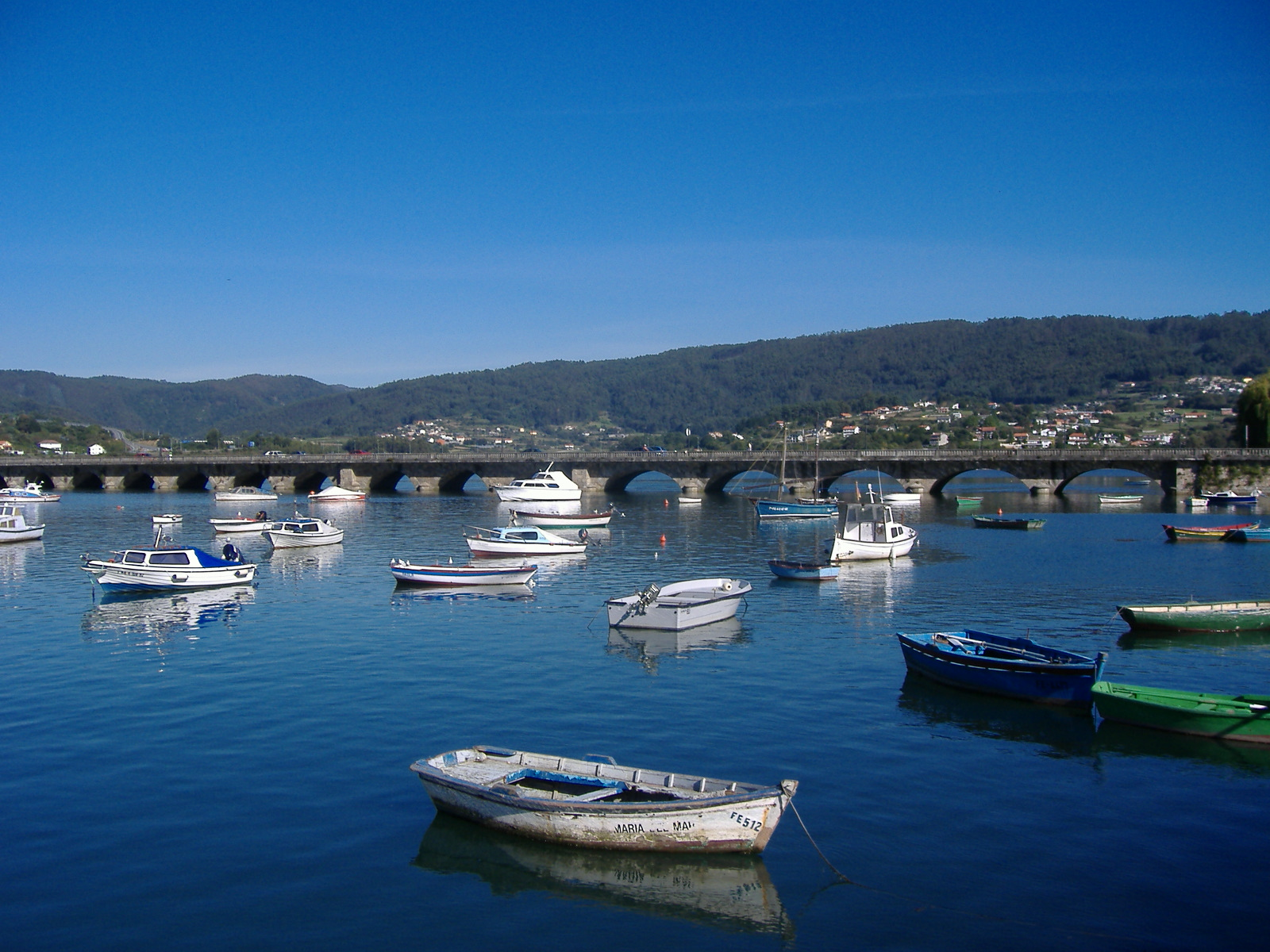
エウメ川河口
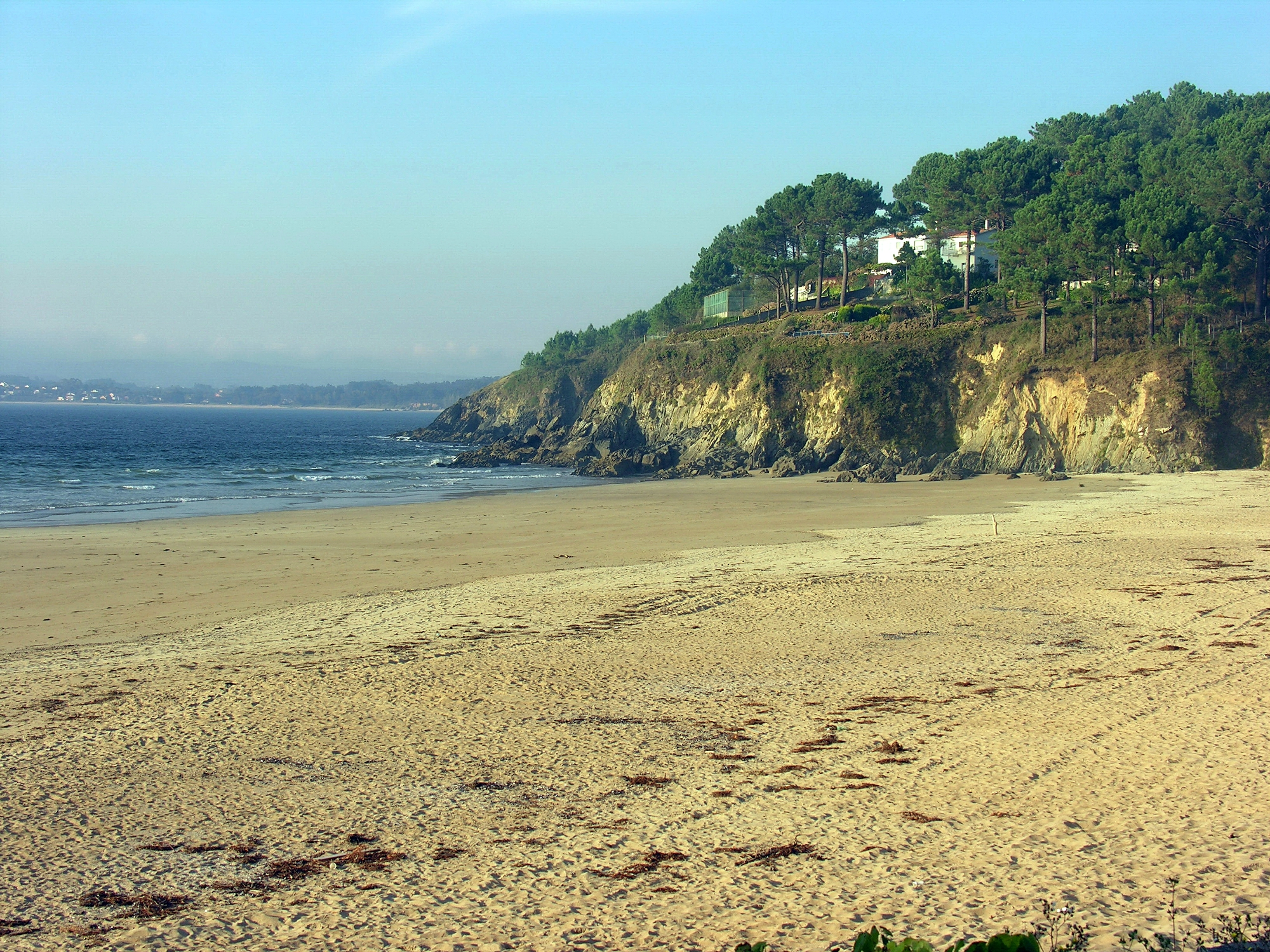
ベール海岸
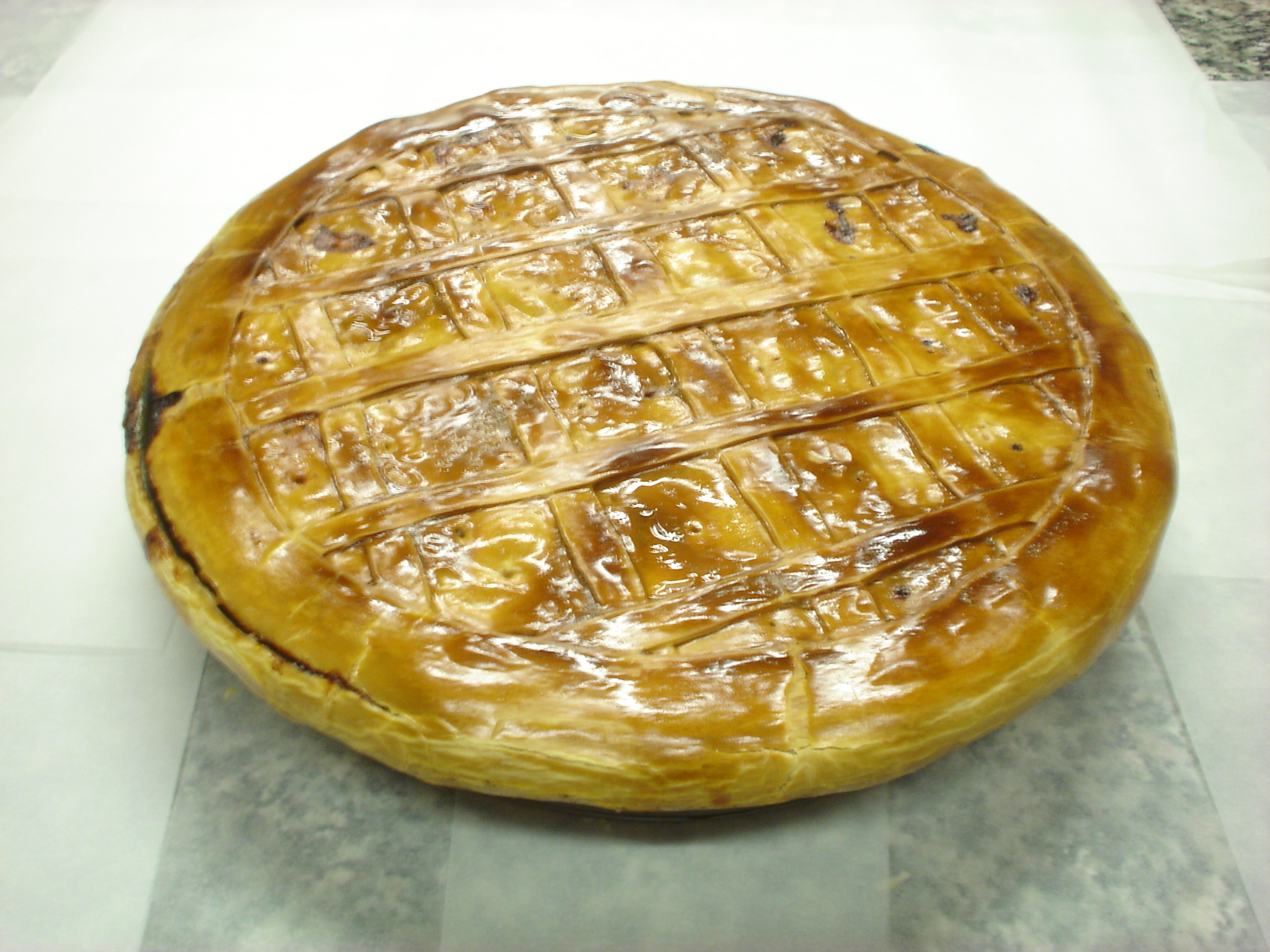
コストラーダ、ポンテデウメ名物のエンパナーダ